# Mikroskop elektronowy

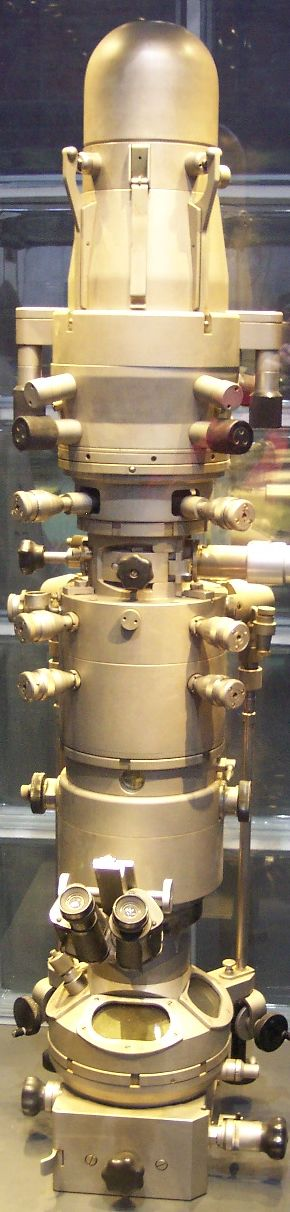
Elektronowy mikroskop transmisyjny

Mikroskop elektronowy – mikroskop wykorzystujący do obrazowania wiązkę elektronów. Mikroskop elektronowy pozwala badać strukturę materii na poziomie atomowym. Im większa energia elektronów, tym krótsza ich fala i większa rozdzielczość mikroskopu.
Próbka znajduje się w próżni i najczęściej jest pokrywana warstewką metalu. Wiązka elektronów przemiata badany obiekt i trafia do detektorów. Urządzenia elektroniczne odtwarzają na podstawie zmierzonych sygnałów obraz badanej próbki. Pierwszy mikroskop elektronowy skonstruował w 1931 r. Ernst Ruska razem z Maksem Knollem w Berlinie. 

## Podstawy fizyczne
Podstawowym parametrem mikroskopu jest zdolność rozdzielcza, która określa rozmiary najmniejszych szczegółów jakie da się dostrzec w badanej próbce. Zdolność rozdzielczą mikroskopu optycznego ogranicza dyfrakcja (zjawisko fizyczne zmiany kierunku rozchodzenia się fali) promieni tworzących obraz. Im mniejsza jest długość fali, tym mniejszy obiekt można obserwować. Granica rozdzielczości mikroskopu optycznego wynosi około 200 nm (z wyjątkiem SNOM).
W roku 1905 Albert Einstein wyjaśnił zjawiska związane z efektem fotoelektrycznym, proponując istnienie hipotetycznych cząstek światła nazwanych potem fotonami. Światło ujawniło swoją dwoistą naturę. W pewnych sytuacjach zachowuje się jak fala, w innych jak strumień cząstek. W roku 1924 Louis de Broglie zaproponował hipotezę, według której cząstki elementarne miały podobną dwoistą naturę. Każda z nich jest zarówno cząstką, jak i falą, której długość zależy od pędu cząstki. Pęd fotonów jest niewielki i dlatego długość fali świetlnej jest relatywnie duża w skali mikroświata. Nawet najlżejsze cząstki elementarne mają pęd znacznie większy od fotonów. W ten sposób narodził się pomysł wykorzystania w mikroskopii elektronów.
Pierwszy mikroskop elektronowy skonstruował w 1931 roku Ernst Ruska razem z Maksem Knollem w Berlinie. Na Uniwersytecie w Aberdeen George Paget Thomson przepuścił wiązkę elektronów przez cienką folię metalową i zaobserwował obrazy dyfrakcyjne fal materii. W Laboratoriach firmy Bell Clinton Joseph Davisson i Lester Halbert Germer prześwietlili wiązką elektronów próbkę kryształu, uzyskując obrazy dyfrakcyjne. W roku 1937 Thomson i Davisson wspólnie otrzymali za swoje prace Nagrodę Nobla z fizyki.

## Typy mikroskopów elektronowych
Ogólnie mikroskopy elektronowe można podzielić na zwykłe oraz skaningowe.
W mikroskopach zwykłych jednocześnie analizowany jest duży obszar powierzchni preparatu i tworzony jest jego obraz. W mikroskopach skaningowych w danym momencie analizowany jest niewielki obszar, który jest traktowany jako punkt. Tworzenie obrazu następuje poprzez zebranie informacji z kolejno analizowanych punktów.
Za pierwowzór i jednocześnie najprostszy mikroskop elektronowy uznawano (choć obecnie rzadko jest wymieniany wśród mikroskopów elektronowych) projektor elektronowy zwany też mikroskopem polowym.

### Elektronowy mikroskop transmisyjny

Uproszczony schemat mikroskopu elektronowego (mikroskopu transmisyjnego)

Elektronowy mikroskop transmisyjny (ang. Transmission Electron Microscope) – rejestrowane są elektrony przechodzące przez próbkę. Próbka w takim mikroskopie musi być cienką płytką o grubości mniejszej od 0,1 mikrometra. Przygotowanie takiej próbki jest trudne i znacznie ogranicza zastosowania mikroskopu.
Najważniejszym elementem mikroskopu elektronowego jest kolumna mikroskopu (1), która zawiera działo elektronowe (2) wytwarzające (np. w wyniku termoemisji lub emisji polowej) wiązkę elektronów (3). Wstępnie uformowana wiązka elektronów w obszarze pomiędzy katodą (4) i anodą (5) zostaje rozpędzona, uzyskując energię:
{\displaystyle E=eU,} gdzie e jest ładunkiem elektronu, a U napięciem między katodą i anodą.
Zwiększenie napięcia pozwala na zwiększenie pędu elektronów, co zmniejsza długości fali. Przykładowo, gdy napięcie przyspieszające U = 300 kV, wtedy długość fali elektronów λ = 0,00197 nm. Dla takiego napięcia prędkość elektronów w kolumnie mikroskopu v = 0,776 c, gdzie c jest prędkością światła w próżni. Aby elektrony mogły przebyć drogę od działa elektronowego do ekranu konieczne jest utrzymywanie w kolumnie bardzo dobrej próżni. Soczewkom optycznym odpowiada odpowiednio ukształtowane pole magnetyczne zmieniające bieg elektronów w cewkach ogniskujących (6). Istotną zaletą soczewek magnetycznych jest możliwość płynnej zmiany ich ogniskowych poprzez regulację natężenia prądu przypływającego przez soczewkę.
Gdy rozpędzona wiązka elektronów pada na preparat zachodzi szereg efektów, które są wykorzystywane w różnych urządzeniach badawczych. W przypadku dostatecznie cienkich preparatów część elektronów przechodzi przez preparat (7) i jest wykorzystywana w transmisyjnych mikroskopach elektronowych.
Elektrony mogą być odbite od preparatu lub mogą wybijać z preparatu elektrony zwane wtórnymi. Te dwa rodzaje elektronów wykorzystuje się w mikroskopach odbiciowych. Elektrony padające na preparat mogą ponadto wzbudzać elektrony atomów badanej próbki, które następnie emitują rentgenowskie promieniowanie charakterystyczne dla atomów próbki. Wiele mikroskopów elektronowych, zarówno transmisyjnych, jak i skaningowych, wyposażonych jest w spektrometr(y) EDS (ang. Energy Dispersive X-Ray Spectroscopy) lub WDS (ang. Wavelength Dispersive X-Ray Spectrometry), pozwalające na wykonanie analizy składu chemicznego próbki.
Wiązka elektronowa po przejściu przez preparat może być kształtowana podobnie jak promienie świetlne, z wykorzystaniem układu obiektyw (8) – okular (9). W przypadku elektronów zamiast szklanych elementów optycznych wykorzystywane są cewki zmieniające bieg naładowanych cząstek. Mikroskop może pracować w trybie obrazu wówczas wiązka tworzy obraz preparatu na detektorze (10). Mikroskop pracujący w trybie dyfrakcji może nie mieć cewek obiektywu i okularu, obraz tworzą elektrony w wyniku zjawiska dyfrakcji na strukturze próbki. W pierwszych konstrukcjach detektor był ekranem elektronoluminescencyjnym (obecnie też stosowane), w obecnych konstrukcjach detektor w postaci matrycy CCD, pobudzanej elektronami, umożliwia odczytanie obrazu jako sygnałów elektrycznych, a odpowiednia aparatura pomiarowa pozwala na zapisywanie informacji i tworzenie obrazu próbki.

### Elektronowy mikroskop skaningowy
Mikroskopy skaningowe przeglądają powierzchnię próbki punkt po punkcie. Konstruuje się wiele rodzajów mikroskopów opartych na tej idei. Przeglądanie może być realizowane przez skupianie wiązki elektronowej na próbce i jej odchylanie lub przez przemieszczanie ostrza emitującego wiązkę nad próbką.
W mikroskopach z ruchomą wiązką, wiązka elektronów jest skupiona na powierzchni preparatu. Układ odchylania przesuwa wiązkę po preparacie, uwalniane z preparatu elektrony są rejestrowane wraz z danymi o położeniu wiązki. Po przetworzeniu danych uzyskuje się obrazy o dużej rozdzielczości i znacznej głębi ostrości.

### Mikroskop jonowy
W celu zmniejszenia efektów falowych w mikroskopach wiązkowych w miejsce elektronów używa się jonów.

## Zastosowania
Za pomocą mikroskopów elektronowych uzyskuje się niezwykle efektowne obrazy praktycznie we wszystkich dziedzinach nauki. Ograniczeniem jest jednak konieczność wykonywania pomiaru w próżni (problem w przypadku próbek biologicznych) oraz przewodnictwo elektryczne próbki. W przypadku mikroskopii transmisyjnej wykonuje się tzw. repliki: próbkę badaną napyla się (w tzw. napylarce próżniowej) cienką warstwą metalu (najlepiej złotem) a następne usuwa oryginalną próbkę i wykonuje obraz repliki. W przypadku mikroskopii skaningowej próbkę również napyla się metalem, ale nie trzeba usuwać próbki właściwej. Zaletą tak uzyskanych zmodyfikowanych próbek jest ich trwałość i możliwość powtarzania obrazowania, co nie zawsze możliwe jest w innych metodach mikroskopowych.